# Ioan de Palermo
Ioan (secolul al XII-lea) a fost amiratus sau emir aflat în slujna regelui Roger al II-lea al Siciliei.
Ioan a fost fiul amiralului Eugeniu I și s-a născut la Palermo, unde familia sa se mutase de la Troina. Printre frații săi se numără logothet-ul Filip și amiratus-ul Nicolae. Unchiul său era notarul Vasile. De origine bizantini, membrii familiei sale erau strâns legați de familia regală din Sicilia (dinastia normandă Hauteville), pe care o slujeau cu credință. De asemenea, fiul lui va fi la fel de faimosul Eugeniu al II-lea.
În 1131, Ioan a fost trimis să traverseze strâmtoarea Messina pentru a se ralia trupelor regale din Apulia și Calabria și a susține marșul asupra Amalfi dinspre uscat, în vreme ce flota lui George de Antiohia blocase orașul dinspre mare și își stabilise o bază pe insula Capri. În fața acestor puternice mobilizări, Amalfi a fost nevoit să capituleze.
În 1135, Ioan și cancelarul Guarin au fost trimiși în Campania și în Principatul de Salerno pentru a apăra castelele regale în fața răscoalei conduse de principele Robert al II-lea de Capua, contele Rainulf al II-lea de Alife și ducele Sergiu al VII-lea de Neapole. Cei doi au apărat cu succes Capua cu 2.000 de cavaleri și cu infanteria de dimensiuni similare, însă Aversa nu a avut aceeași soartă, fiind ocupată de către Robert.